# قمرا
قمرا (بالتركية: Çumra)‏ هي مدينة تابعة لمحافظة قونية في منطقة وسط الأناضول، تركيا. يبلغ عدد سكانها 104576 نسمة حسب تعداد عام 2000.